# 시흥초등학교 (제주)
시흥초등학교는 대한민국 제주특별자치도 서귀포시 성산읍 시흥리에 있는 공립 초등학교이다.

## 학교 연혁
- 1947년	1월 18일 학교 설립 인가
- 1947년	5월 24일 시흥리 764-2번지 시흥리 향사에서 개교
- 1955년	10월 5일 시흥리 1021번지 신축 교사로 이전
- 1971년	12월 21일 시흥리 1214-4번지로 이설 인가
- 1972년	12월 31일 7개 교실 및 화장실 준공
- 1973년	9월 1일 시흥리 1214-4번지 현 위치로 이전
- 1984년	3월 12일 병설유치원 1학급 개원
- 1993년	10월 19일 과학실 준공
- 1993년	11월 5일 급식실 준공
- 1996년	3월 1일 시흥초등학교로 개명
- 2007년	1월 8일 늘푸른 학교 가꾸기 울타리 조경 사업
- 2007년	6월 20일 과학실 현대화 사업
- 2008년	3월 5일 시흥초등학교 숲속 쉼터 조경 사업
- 2008년	9월 30일 본관 2층 3개 교실 증축(도서관, 다목적실, 어학실)
- 2008년	11월 20일 시흥학교 마을도서관 및 영어체험교실 개관
- 2009년	11월 26일 급식실 현대화 사업 완공
- 2011년	10월 25일 방송실 현대화사업
- 2012년	1월 30일 교실 및 복도 리모델링
- 2012년	2월 26일 보건실 현대화사업
- 2014년	2월 28일 주차장, 다목적실, 돌봄교실 완공
- 2017년	2월 10일 제66회 졸업(남4명, 여2명, 조업 누계1,869명)
- 2017년	3월 1일 제29대 강지선 교장 부임

## 참고 자료
- 시흥초등학교 - 한국교육학술정보원 학교알리미